# Król Skorpion 2: Narodziny wojownika
Król Skorpion 2: Narodziny wojownika (ang. The Scorpion King 2: Rise of a Warrior, 2008) – film koprodukcji amerykańsko-niemiecko-południowoafrykańskiej w reżyserii Russella Mulcahy'a, na podstawie scenariusza Randalla McCormicka. Światowa premiera filmu odbyła się 19 sierpnia 2008 roku.

## Obsada
- Michael Copon – Mathayus
- Karen Shenaz David – Layla
- Simon Quarterman – Ari
- Tom Wu – Fong
- Andreas Wisniewski – Pollux
- Randy Couture – Sargon
- Natalie Becker – Astarte
- Jeremy Crutchley – Baldo
- Shane Manie – Jesup
- Chase Agulhas – młody Noah
- Pierre Marais – młody Mathayus
- Warrick Grier – Generał Abalgamash
- Az Abrahams – Król Hammurabi
- Vaneshran Arumugam – emisariusz Gudean
- Mike Thompson – Molokh